# Yijiang
Yijiang (chiń. upr. 弋江区; chiń. trad. 弋江區; pinyin Yìjiāng Qū) – dzielnica miasta Wuhu w prowincji Anhui we wschodniej części Chińskiej Republiki Ludowej. Liczba mieszkańców dzielnicy, w 2010 roku, wynosiła 309 514.